# Escola de Palo Alto
L’Escola de Palo Alto és un corrent interdisciplinari de pensament que es va desenvolupar al voltant del Mental Research Institute (MRI), situat a Palo Alto, a Califòrnia (Estats Units d'Amèrica), durant la segona meitat del segle xx. Amb una influència destacada en camps com la psicologia, la comunicació i la sociologia, aquesta escola es basa en la teoria general dels sistemes i l'anàlisi de la comunicació humana. Les seves aportacions han estat fonamentals per a la comprensió dels patrons de relació, la resolució de conflictes i la teràpia familiar sistèmica.
L'Escola de Palo Alto és coneguda principalment per la seva «Perspectiva Interpretativa», una teoria que es relaciona amb l'«Interaccionisme simbòlic». Aquesta perspectiva sosté que les relacions socials es construeixen directament a través de la interacció entre els participants, que actuen com a subjectes actius. Segons aquesta teoria, la comunicació constitueix la base de totes les relacions personals. Diversos autors, com Felicísimo Valbuena, destaquen la contribució de l'Escola de Palo Alto en el desenvolupament de les teories de la comunicació, considerant-la fonamental per als coneixements gnoseològics de la Teoria General de la Informació.

## Orígens
L'origen de l'Escola de Palo Alto o "col·legi invisible" es troben a Palo Alto, a Califòrnia (Estats Units d'Amèrica) i va començar de la mà de Gregory Bateson l'any 1942. Fruit de l'associament de Bateson amb Ray Birdwhistell, Edward T.Hall, Erving Goffman i Paul Watzlawick, entre molts altres. Tenien com a objectiu proposar un model alternatiu que s'havia establert de la comunicació. Així doncs, van començar a treballar en el model circular retroactiu, propsat per Norbert Wiener a finals dels anys 40.

## Context històric
L'escola de Palo Alto, juntament amb moltes altres d'Amèrica i Europa, va sorgir per donar resposta a problemàtiques de comunicació i el desenvolupament de les teories relacionades amb la comunicació que sorgeixen al llarg de les dècades dels anys 50 i sobretot dels anys 60, quan es van realitzar el primers treballs.
En aquesta època, John F. Kennedy va ser elegit president de la nació el 1960, convertint-se en l'únic catòlic a ser-ne president. Durant aquest període, la Guerra Freda va assolir el seu punt més tens amb la Crisi dels Míssils a Cuba l'any 1962. Al mateix temps, comencen a manifestar-se moviments d'alliberament popular nacionalistes, així com grans revoltes civils entre, les quals, es troba el moviment antibèl·lic als Estats Units d'Amèrica, en contra de la guerra del Vietnam.
Per altra banda, la comunicació de masses es troba en el seu moment d'esplandor i adquireix un avenç important, tant tecnológicament, com económicament i socialment.Un exemple de comunicació de masses i clau és la televisió i, concretament, la retransmissió del moment en què l'home arriba a la lluna.
Cal destacar que ens trobavem en un món arbitrat per dues grans potències, EUA i l'URSS. En aquesta època, el poble americà va continuar emigrant de les regions rurals cap a les ciutats i l'economia mundial transitava per un procés de recuperació, sobretot a Europa. El món contemplava el sorgiment d'un gegant com els EUA, marcat per la concentració de les indústries de la informació, de la publicitat, i de serveis de comunicació no publicitària per a empreses i institucions, la creació de grans cadenes comercials i de comunicació massiva. Al mateix temps, el racisme institucionalitzat del país, concentrat principalment als estats del sud, va ser desafiat pel creixent moviment dels Drets Civils i els líders afroamericans com ara Martin Luther King, Jr.. Durant la dècada de 1960, les lleis Jim Crow que permetien la segregació entre blancs i afroamericans van ser abolides.
Per altra banda, s'havia desenvolupat la lingüística, la gramàtica, la fonètica, la literatura i les formes literàries, la crítica literària, el cinema i el llenguatge cinematogràfic, la fotografia i la composició, alguns aspectes de la teoria semiòtica, alguns aspectes del comportament humà vistos des la psicologia, alguns aspectes de l'origen de certs comportaments de l'home estudiats des del biològic, alguns comportaments dels grups humans i les societats vistos des de la sociología.

## Principals representants
Els principals representants de l'Escola de Palo Alto són:

### Gregory Bateson
Gregory Bateson (Cambridge,1904 - San Francisco,1980) Antropòleg nord-americà d'origen britànic. Especialista en antropologia social (va realitzar treballs de camp a Nova Guinea ia Bali) i en cibernètica (va aplicar a la psiquiatria dels principis de la teoria de la comunicació). És autor, entre altres obres, de Communication (1950) i Mind and nature. A necessary unity (1979).

### Ray L. Birdwhistell
Ray Birdwhistell (Cincinnati, 1918- Brigantine, Nueva Jersey, 1994) Teòric i psicòleg. Va ser un dels principals autors de la Teoria de la Comunicació humana i del Constructivisme radical, a part d'un referència en Teràpia familiar, sistèmica, general de Psicoterapia.

### Donald Jackson
Donald Jackson (Oakland, California, 1920 - Foster City, CA, 1968). Va ser un dels millors psiquiatres dels Estats Units. Va formar part del Mental Research Institute (MRI). Formava part de l'Escola de Palo Alto de la qual va ser el primer director. Va aportar la "Teràpia familiar sistèmica" a la comunicació amb la qual ens ajuda a entendre la diferència entre família normal i família patològica.

### Paul Watzlawick
Paul Watzlawick (Àustria 1921- Palo Alto 2007). Va ser un dels principals autors de la Teoria de la Comunicació humana i del constructivisme radial. També va tenir una referència important en el camp de la teràpia familiar sistèmica i la psicoteràpia. Va escriure grans llibres com: Teoria de la comunicació, Cambio, El llenguatge del canvi, La realitat inventada, entre d'altres. Menciona dos realitats, la física i la subjectiva, arriba a la conclusió que hi ha diverses representacions de la realitat influenciades per estats patològics.

### Edward T. Hall
Edward T. Hall (1914-2009). Va ser un antropòleg dels Estats Units i un investigador intercultural. Ell va marcar diferents situacions i posicions segons les distàncies, l'íntima, la social i la pública. Així va voler explicar que cada individu està subjecte a la dimensió que el rodeja, ho va anomenar "bombolla invisible". Va treballar per al Departament d'Estat dels EUA, on va desenvolupar el concepte de cultures d'alt-context i baix-context i va escriure llibres per resoldre els problemes interculturals.

### Erving Goffman
Erving Goffman (Manvine, Alberta, 1922). Sociòleg i psicòleg canadenc. Utilitza l'observació participant per estudiar el comportament. Ha investigat especialment les prescripcions implícites que regeixen les interaccions socials i assignen un lloc a cada individu en la jerarquia social. En la seva obra Asils (1961) recorre a l'experiència que tenen els malalts mentals en un hospital psiquiàtric per descriure la institució totalitària. És autor també de La presentació del jo en la vida quotidiana (1957), Estigmes (1963), Ritual de la interacció (1967) i Relacions en públic (1971).

## Aportacions
- L'interaccionisme simbòlic - nom determinat per Herbert Blumer l'any 1938 - i l'Escola de Palo Alto són dues manifestacions de l'intent de considerar la comunicació, abans de qualsevol cosa, com interecció social. Per tant, podem destacar que aquestes dues corrents s'orienten en un mateix punt de partida: les definicions de les relacions socials són establertes interactivament pels seus participants, de manera que, la comunicació pot ser antesa com a base de tota relació.[1] En aquest sentit, l'interaccionisme simbòlic estableix tres premisses bàsiques des d'aquest enfocament: Els humans actuen respecte a les coses sobre la base de les significacions que aquestes coses tenen per a ells o, cosa que és el mateix, les persones actuen sobre la base del significat que atribueixen als objectes i situacions que els rodejant.
- El significat d'aquestes coses deriva o sorgeix de la interacció social que un individu té amb els altres actors. Aquests significats s'utilitzen com un procés d'interpretació efectuat per la persona en relació amb les coses que troba, i es modifica a través del mateix procés. La principal aportació del corrent és que "el concepte de comunicació inclou tots els processos a través dels quals la gent s'influeix mútuament", així com van esmentar Gregory Bateson i Ruesch l'any 1984.

- Cal destacar, que, la comunicació va ser estudiada com un procés permanent i multidimensional, així com, un conjunt integrat que no es pot comprendre sense el context determunat en què succeeix l'acte comunicatiu.
- Gràcies a la intervenció dels diferents autors, entens que sense comunicació, no es pot arribar a parlar amb la societat.
- Les diferents aportacions, tant de l'interaccionisme Simbòlic com de L'escola de Palo Alto, arriben a posar en evidència la importància de reprendre i de fer observable la comunicació atenent al seu significat originari tres elements importantíssims com són la posada en comú, el diàleg i la comunió.
- Que s'intenti donar suport a la interculturalitat i, de la mateixa manera, rebutjar l'assimilació de formes culturals alienes a la pròpia cultura, és una paradoxa.
- Una de les principals aportacions de l'Escola de Palo Alto es basa amb tres principis bàsics dins el sistema de comunicación i la seva comprensió. Els podem trobar a la obra clàssica de Watzlawick, Beavin y Jackson, Teoria de la comunicación humana (1971). Aquests tres principis són els següents:
- Principi de la totalitat: Aquest concepte implica que un sistema no és una simple suma d'elements, sinó que té característiques pròpies i diferents als elements si els agafem per separat. La totalitat s'explica afirmant que cada una de les parts del sistema de comunicació està relacionada de tal manera amb les altres parts que un sol canvi a una d'elles pot provocar un canvi en les altres i inclús en el mateix sistema; Principi de causalitat circular: Aquest concepte diu que el comportament de cada una de les parts del sistema de comunicació formen part d'un complex joc d'implantacions mútues, d'accions i retroaccions. El principi de causalitat circular s'explica a partir del concepte de retroalimentació, provinent de l'enfocament cibernètic de Nobert Wiener; Principi de regulació: Afirma que no pot existir cap comunicació que no obeeixi a un cert nombre de regles, normes i convencions. Aquestes són les que permeten que el sistema de comunicació estigui en harmonia i equilibri. Finalment, el principi de regulació està relacionat amb el terme de finalitat equivalent, comprès com el conjunt d'elements que doten d'estabilitat al sistema.Tots els conceptes exposats anteriorment deixen en evidencia que la comunicació, abans de res, és un sistema obert d'interaccions.[7]
- Goffman analitza dades retroalimentant així al model interpretatiu, posant-lo a prova per analitzar si es tracta d'un teorema general. Aquest model doncs, va rebre el nom d'anàlisi dramatúrgica de la vida quotidiana, sintetitzant-se en 3 apartats: El primer permet comprendre les interaccions generades I generadores de la vida social. Donant importància a la necessitat de comunicació en la creació de la vida social. En segon lloc, perquè el model funcioni en altres cultures s'haurà de sotmetre a anàlisis per configurar una nova estructura. Finalment a través d'un profund anàlisis en la pràctica del principi dialèctic Goffman aconsegueix explicar elements d'actes individuals inicialment no definits. La conceptualització del “ritual” és la obra més decisiva de Goffman. Tracte la vida diària de l'ésser humà, basada en actes que prenem com rituals Durant el dia a dia, que representa que aprenem per una cultura interioritzada.
- Alex Mucchielli afirma que “una acció, una comunicació, és a dir, una interacció, si és analitzada per sí sola, li falta sentit” 1998. Afirmació que es contradiu amb la de Paul Watzlavack, qui afirma que “un segment aïllat de comportament és quelcom formalment que no es pot definir, és a dir, que li falta sentit”.
- Les aportacions es resumeixen a considerar la comunicació com a base de la interacció social i, per tant, fonamental per a la construcció d'una societat en un món social.